# Porsche 991
La Porsche 991 è un'automobile sportiva prodotta dalla casa automobilistica tedesca Porsche come quinta generazione della 911, in sostituzione della 997. 
La presentazione ufficiale del modello è avvenuta al Salone dell'automobile di Francoforte nel settembre 2011 con la commercializzazione iniziata a partire dal 2012, venendo prodotta fino al dicembre 2019 in 233 540 esemplari.

## Descrizione

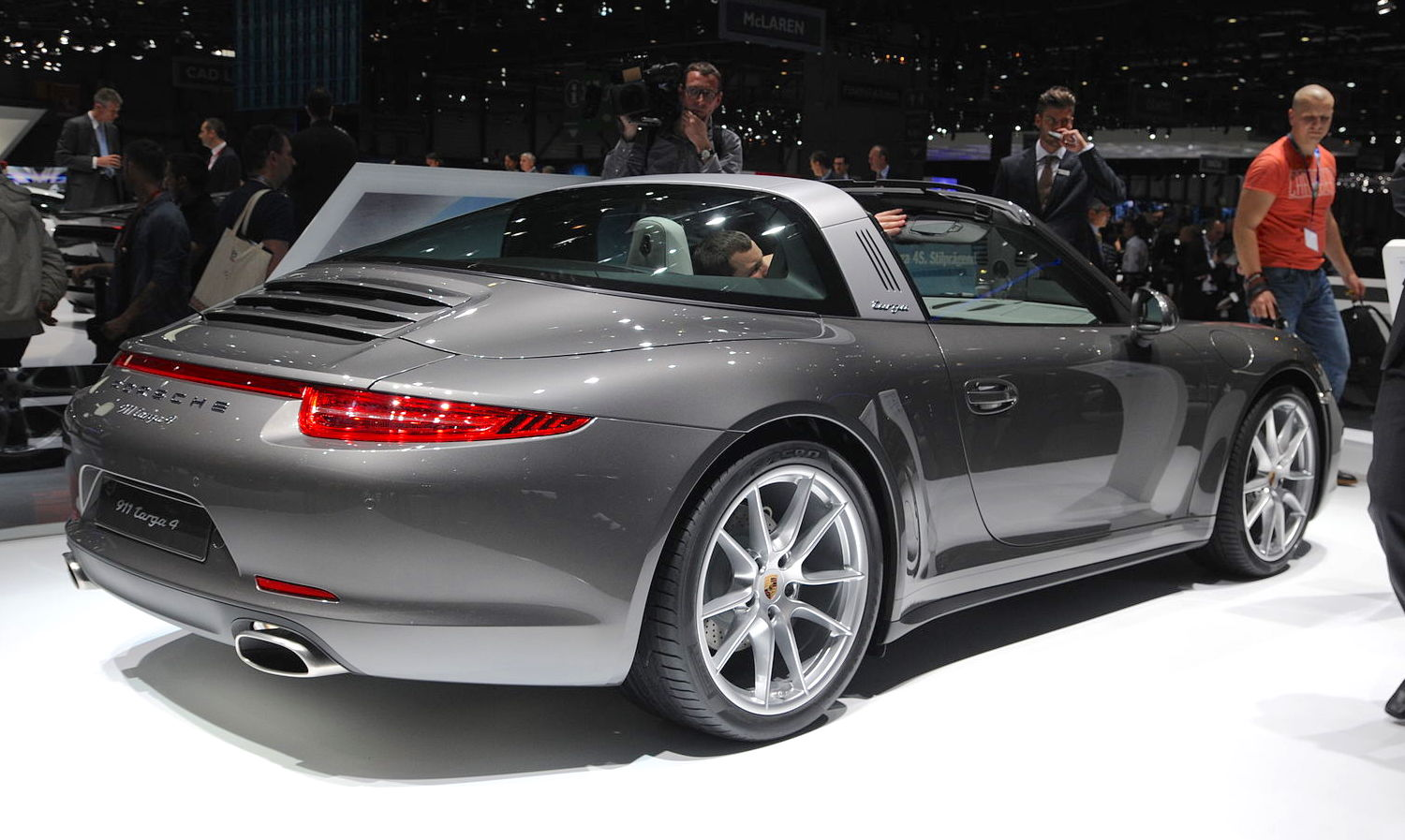
Porsche 991 Targa

Le linee riprendono il classico e puro stile Porsche, ma nettamente più moderno rispetto al modello precedente. La linea è inconfondibilmente Porsche con i classici fari anteriori tondi, luci di marcia diurna con tecnologia LED. Il posteriore è stato cambiato solo in alcuni particolari, spiccano i nuovi fari dal profilo basso e allungato. Viene proposta in tre versioni distinte di carrozzeria: Coupé, Cabriolet e Targa.
Tramite l'impiego di alluminio, acciaio e materiali compositi, la vettura è stata alleggerita mediamente di 45 kg rispetto alla precedente 997. Meccanicamente, la 991 è equipaggiata con propulsori sei cilindri boxer da 3,4 o 3,8 litri di cilindrata abbinati a due diversi tipi di cambio: manuale a sette marce o in alternativa automatico a doppia frizione PDK a sette rapporti, la trazione è posteriore o integrale.
Il reparto sospensioni è del tipo attivo, quindi sono gestite elettronicamente per migliorare la stabilità del mezzo, inoltre all'anteriore viene utilizzato uno schema a sospensioni MacPherson, mentre al posteriore si ha un multilink.

## Versioni

### 991 Club Coupé

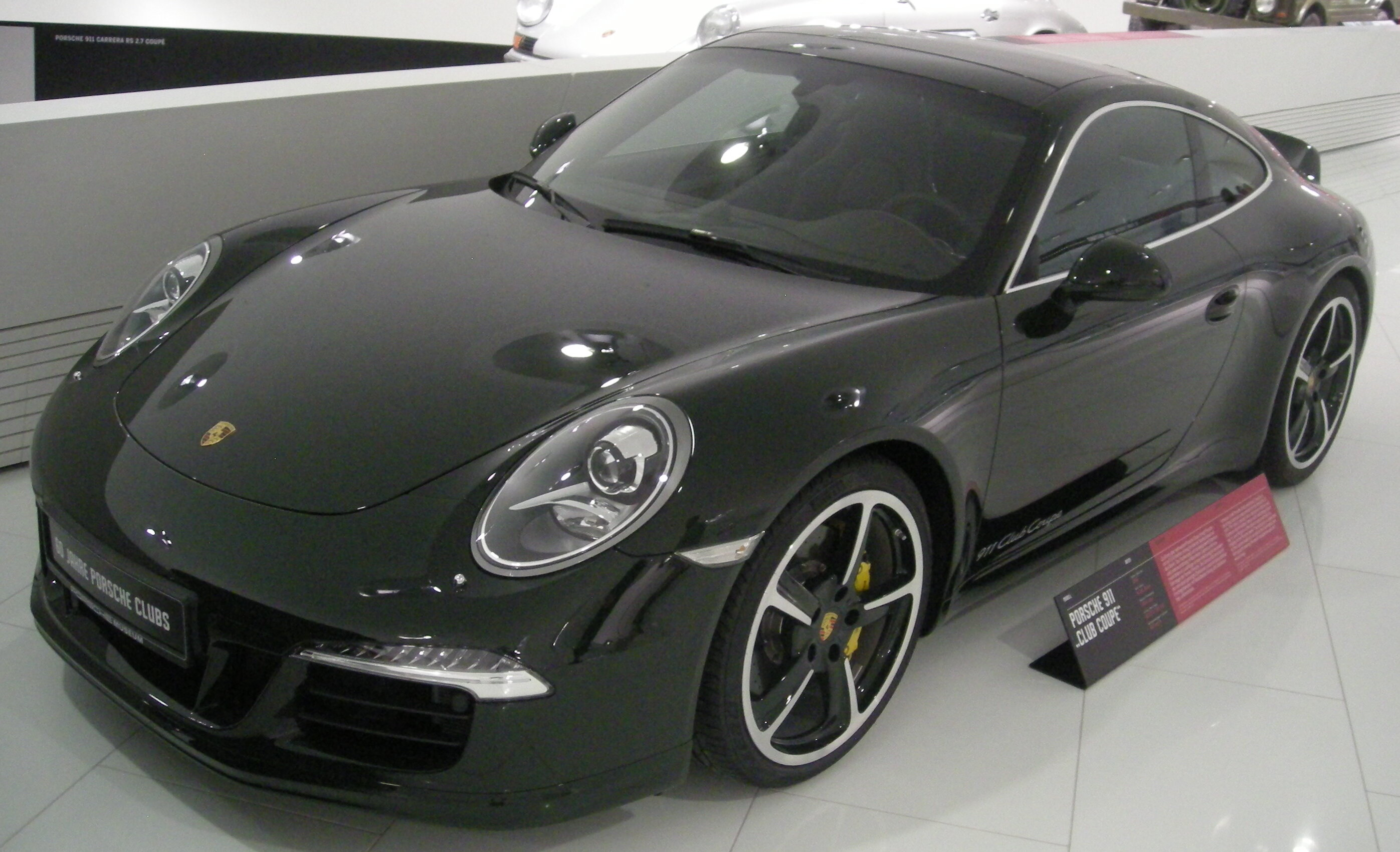
Porsche 991 Club Coupé

Per commemorare i 60 anni del primo Club Porsche fondato nel 1952 in Germania, la Porsche ha messo in vendita una versione speciale della 991, denominata Club Coupé. Basata sulla meccanica della 991 Carrera S, è stata prodotta in 13 esemplari di colore verde scuro e, rispetto al modello originale, è dotata di un propulsore da 430 CV a 7500 giri/min, di cerchi in lega da 20 pollici e di un design ridisegnato. Per coprire lo scatto 0–100 km/h impiega 4 secondi netti con il launch-control e raggiunge una velocità massima di 303 km/h.

### 991 GT3

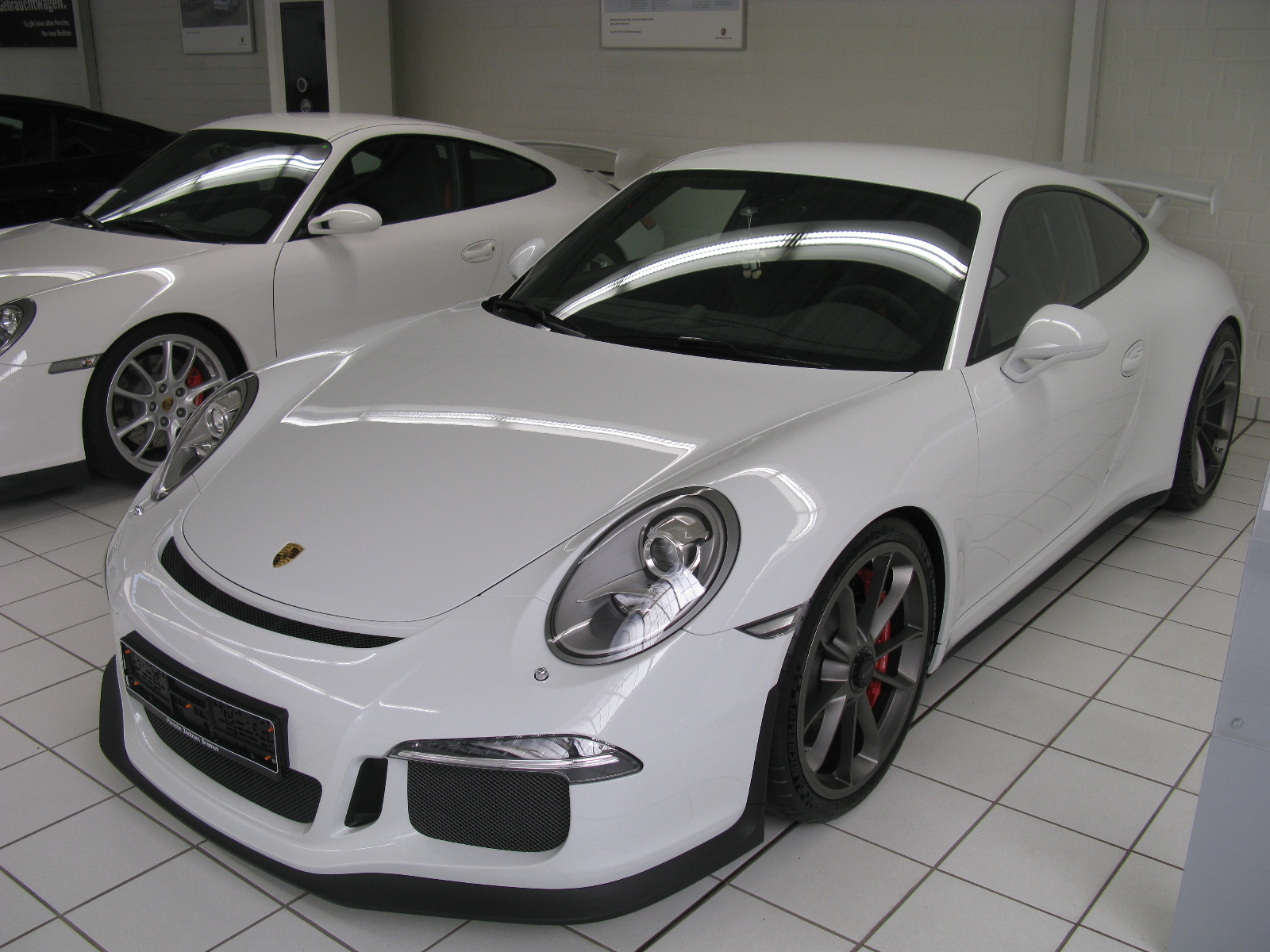
Porsche 991 GT3

Presentata al Salone di Ginevra 2013, dispone di un allestimento più sportivo, è spinta dal classico motore 6 cilindri boxer da 3,8 litri di cilindrata, sviluppa una potenza massima di 475 CV a 8250 giri/min, il regime massimo di rotazione raggiunge i 9000 giri/min, è disponibile unicamente in abbinamento al cambio automatico a doppia frizione PDK a 7 marce, con rapporti più corti per privilegiare lo scatto e trazione posteriore. Raggiunge una velocità massima di 315 km/h e impiega 3,5 secondi nell'accelerazione da 0 a 100 km/h. Esternamente si caratterizza per delle prese d'aria di raffreddamento dei radiatori maggiorate, un piccolo sfogo d'aria vicino al cofano anteriore, uno spoiler più profilato sul paraurti anteriore, diversi i supporti degli specchietti retrovisori, al posteriore è presente un alettone fisso, un paraurti di diversa conformazione che include una griglia con doppio terminale di scarico centrale e diffusore per incrementare la deportanza.

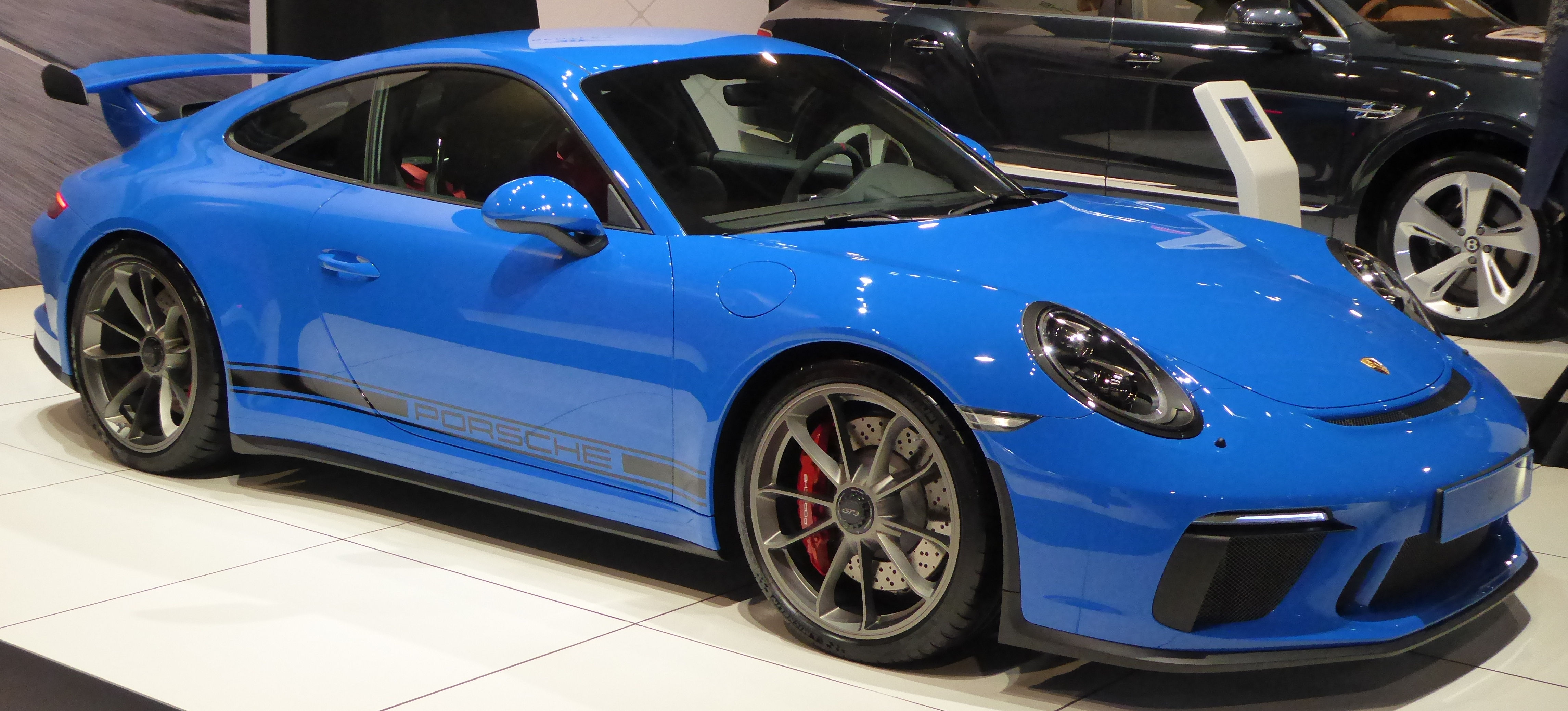
Porsche 991.2 GT3

Porsche ha presentato la 991.2 GT3 rinnovata al salone dell'automobile di Ginevra 2017. Sono state apportate ampie modifiche al motore consentendo una linea rossa di 9.000 giri/min rispetto al motore a sei cilindri da 4,0 litri. L'obiettivo di Porsche era ridurre l'attrito interno per migliorare la risposta dell'acceleratore. Rispetto alla 991.1, lo spoiler posteriore è più alto e posizionato più arretrato per essere più efficace. C'è un nuovo spoiler anteriore e modifiche alla sospensione posteriore. La 991.2 GT3 ha riportato la scelta tra cambio manuale o cambio PDK a doppia frizione. È stata introdotta anche una versione da turismo che viene fornita di serie con il pacchetto comfort e la trasmissione manuale insieme all'eliminazione dell'alettone posteriore fisso e all'utilizzo di un alettone posteriore a comando elettronico.
È stato poi creato un modello ancora più potente, la RS, da 3996  cm³, capace di erogare 500 CV a 8250 giri/min, con coppia massima di 460 Nm a 6250 giri/min.

### Porsche 991 4S Personally built by 5 Million Porsche Fans
Nel 2013, per festeggiare i 5.000.000 di fan acquisiti su Facebook, la Porsche ha realizzato una versione speciale della 991 basata sulla 4S. Il propulsore 3.8 è stato potenziato a 430 CV grazie all'introduzione del Powerkit Carrera S. L'aerodinamica è stata inoltre migliorata con l'inserimento dell'Aerokit Cup, il quale comprende uno scudo anteriore modificato e uno spoiler posteriore fisso. Sono stati inoltre aggiunti cerchi in lega da 20 pollici verniciati in bianco, battitacco luminoso personalizzato, profilo sul cruscotto dedicato ai 5 milioni di fans e colorazione Acquablaumetallic con decalcomanie dedicate.

### Porsche 991 Turbo S

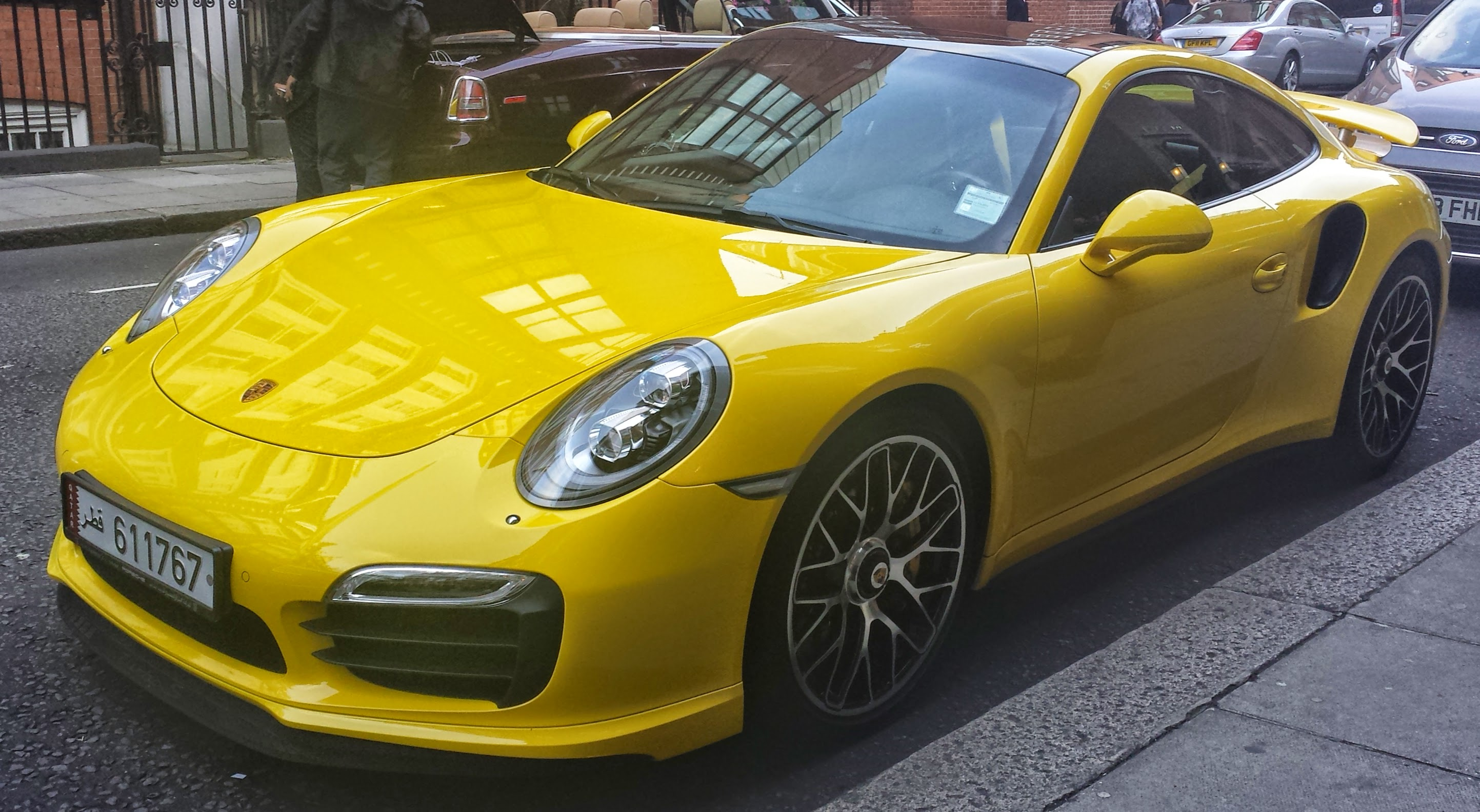
Porsche 991 Turbo S

La versione Turbo S della 991 presenta nella sua dotazione un propulsore 6 cilindri boxer biturbo 3.8 da 560 CV, il quale permette un'accelerazione da 0 a 100 km/h in 3,1 secondi, con una punta massima di 318 km/h. La potenza viene inviata alle quattro ruote sterzanti tramite una trasmissione PDK a sette marce. Altre aggiunte sono costituite dai fari che usufruiscono della tecnologia LED, dai cerchi da 20" e dall'alettone posteriore regolabile in diverse configurazioni. Di questa vettura è stata prodotta anche la versione Cabriolet.

### Porsche 991 Carrera S Martini Racing Edition

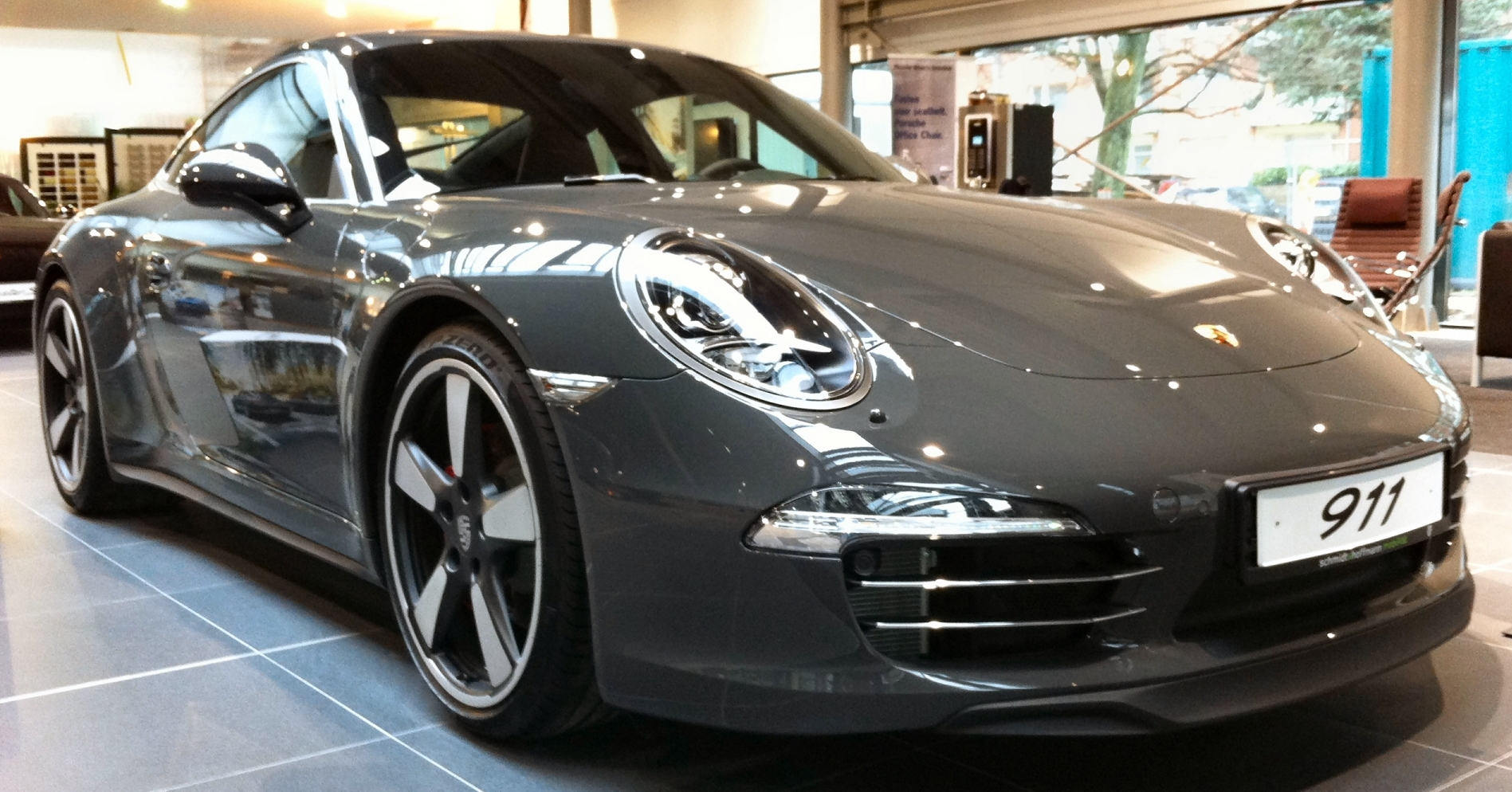
Porsche 991 50th Anniversary

Per commemorare il ritorno della casa di Stoccarda alla 24 Ore di Le Mans nel 2014, la Porsche ha realizzato una versione speciale della 991. Denominata Carrera S Martini Racing Edition, era dotata di un nuovo body kit sportivo e di decalcomanie della Martini Racing ispirate alle Porsche 917 e 935 da competizione. Realizzata in 80 esemplari, condivideva la meccanica con la Carrera S di serie.

### Porsche 991 50th Anniversary Edition
Presso il salone automobilistico di Francoforte del 2013 la Porsche presentò la 991 50th Anniversary Edition, versione commemorativa dei 50 anni di produzione della vettura. Tale modello si caratterizzava per l'introduzione di cerchi in lega da 20", alette cromate sulle prese d'aria anteriori, nuova griglia fra i gruppi ottici posteriori, sezione posteriore allargata e decalcomanie dedicate.

### 911 GT3 RS

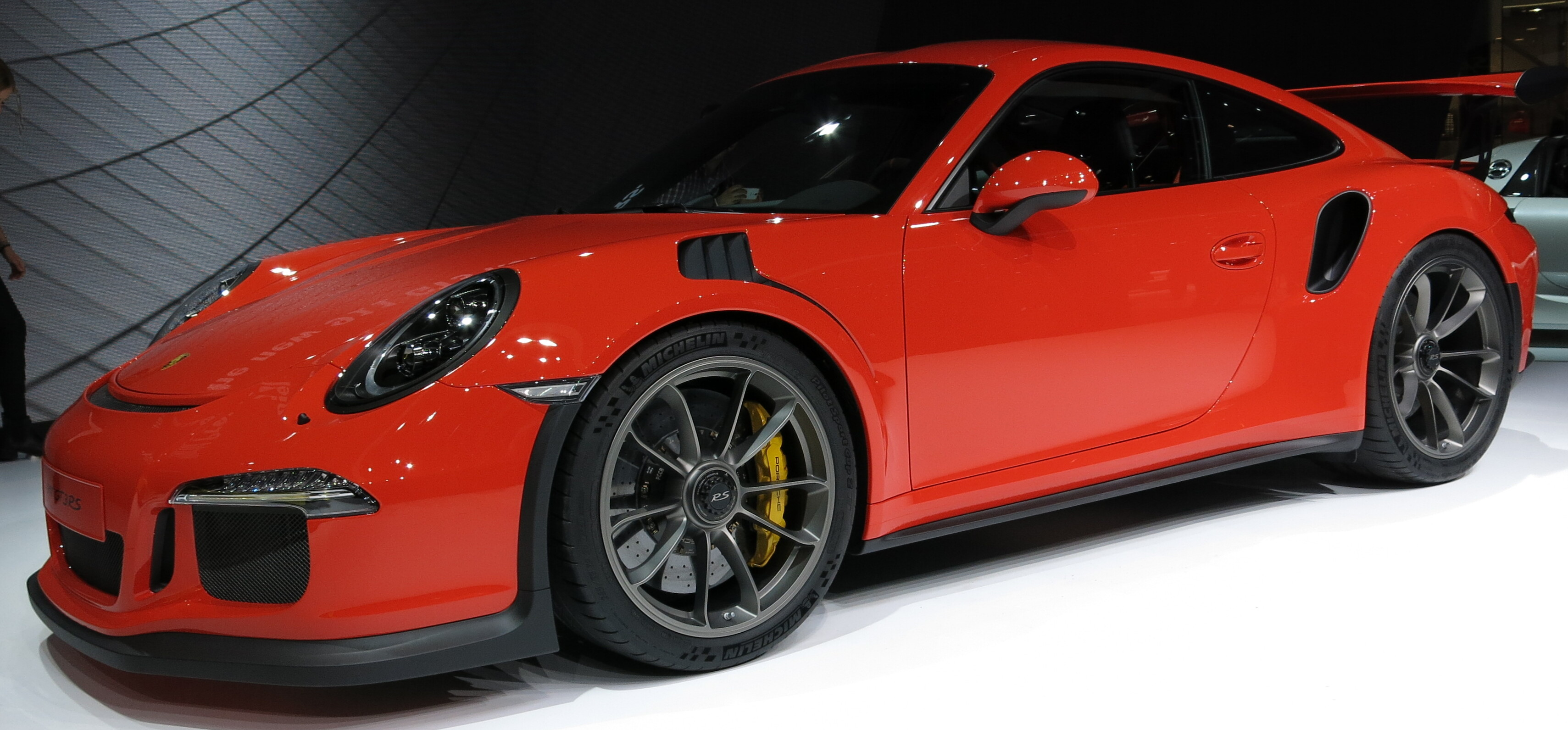
Porsche 991 GT3 RS

Porsche ha lanciato la versione Renn Sport della 911 GT3 al Salone dell'automobile di Ginevra nel 2015. Rispetto alla 911 GT3, i parafanghi anteriori sono ora dotati di feritoie sopra le ruote e i parafanghi posteriori ora includono prese di tipo Turbo, piuttosto che una presa sotto l'alettone posteriore. Il tetto è in magnesio. L'interno include sedili avvolgenti completi (basati sui sedili in carbonio della 918 Spyder), inserti in fibra di carbonio, maniglie delle porte leggere e il pacchetto Club Sport di serie (un roll-bar imbullonato dietro i sedili anteriori, predisposizione per un master della batteria interruttore e un'imbracatura di sicurezza a sei punti per il conducente e un estintore con staffa di montaggio). L'unità da 3,8 litri trovata nella precedente 997 GT3 viene sostituita con un'unità da 4,0 litri che ha una potenza di 500 CV (368 kW) e 460 Nm di coppia. La trasmissione è solo PDK. L'auto accelera da 0 a 100 km/h in 3,4 secondi (0,6 secondi più veloce della 997 GT3 RS 4.0) e da 0 a 200 km/h in 10,9 secondi. La 991 GT3 RS è inoltre dotata di funzioni come il disinnesto della frizione tramite "paddle folle" - paragonabile alla pressione della frizione con un cambio manuale convenzionale - e un pulsante del limitatore di velocità ai box. Come per la 911 GT3, sono disponibili di serie un asse posteriore sterzante e Porsche Torque Vectoring Plus con bloccaggio del differenziale dell'asse posteriore completamente variabile.

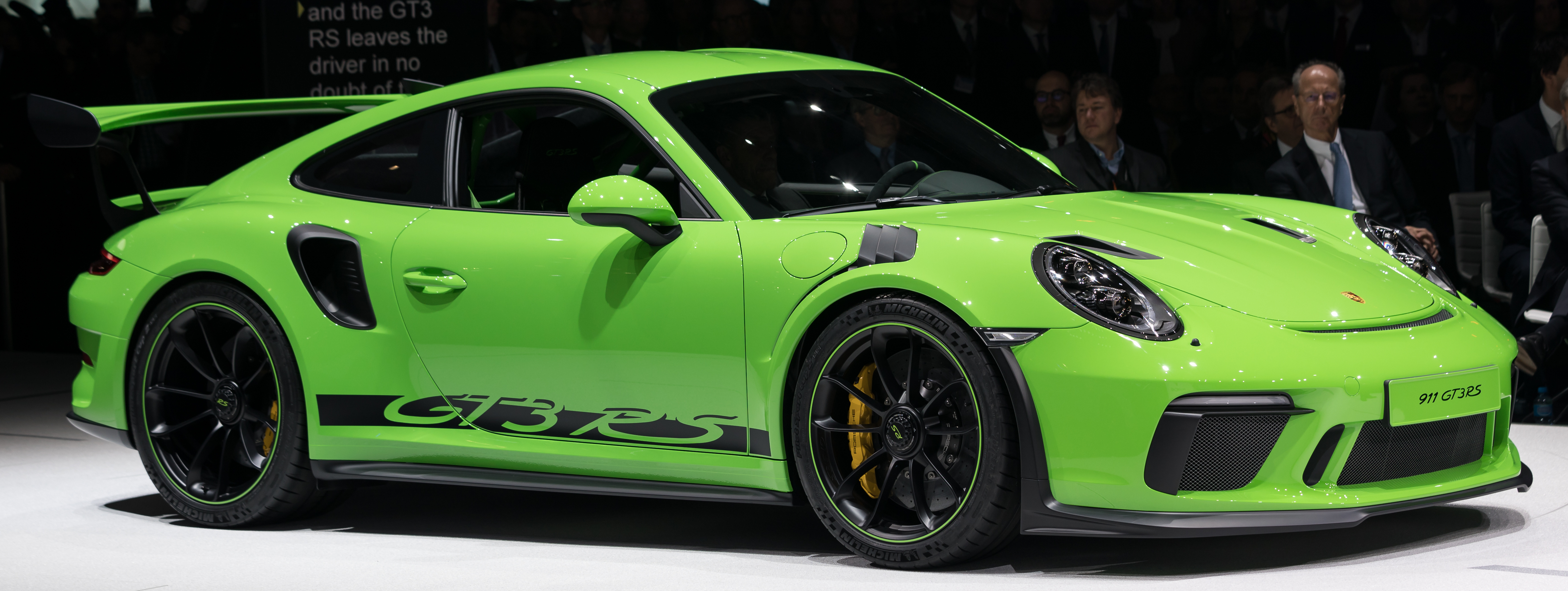
Porsche 991.2 GT3 RS

Nel febbraio 2018, Porsche ha introdotto un modello GT3 RS rinnovato per continuare gli aggiornamenti per la generazione 991 della 911. Le modifiche includono un nuovo motore simile ai modelli GT3 e RSR con una linea rossa di 9000 giri/min e 20 CV (15 kW) e un aumento di 10 Nm rispetto al modello precedente, condotti di raffreddamento dei freni NACA, fascia anteriore modificata (simile a 991.2 GT3), minigonne laterali e alettone posteriore (simile a GT2 RS) per una maggiore deportanza, giunti sferici su tutti bracci delle sospensioni, molle ausiliarie anteriori, vetri leggeri per i finestrini posteriori e posteriori e una mescola per pneumatici di nuova concezione. Come optional era disponibile un pacchetto Weissach che includeva interni aggiuntivi in fibra di carbonio e parti del corpo, oltre a ruote in magnesio e sospensioni più rigide.

## Motorizzazioni
| Modello               | Cilindrata | Potenza massima/ Giri al minuto | Coppia massima/ Giri al minuto | Velocità massima | Accelerazione 0–100 km/h |
| Carrera               | 3436 cm³   | 257 kW (350 CV) / 7400          | 390 Nm / 5600                  | 289 km/h         | 4,8 s                    |
| Carrera 4             | 3436 cm³   | 257 kW (350 CV) / 7400          | 390 Nm / 5600                  | 285 km/h         | 4,9 s                    |
| Carrera Cabriolet     | 3436 cm³   | 257 kW (350 CV) / 7400          | 390 Nm / 5600                  | 286 km/h         | 5,0 s                    |
| Carrera 4 Cabriolet   | 3436 cm³   | 257 kW (350 CV) / 7400          | 390 Nm / 5600                  | 282 km/h         | 5,1 s                    |
| Carrera S             | 3800 cm³   | 294 kW (400 CV) / 7400          | 440 Nm / 5600                  | 304 km/h         | 4,5 s                    |
| Carrera 4S            | 3800 cm³   | 294 kW (400 CV) / 7400          | 440 Nm / 5600                  | 299 km/h         | 4,5 s                    |
| Carrera S Cabriolet   | 3800 cm³   | 294 kW (400 CV) / 7400          | 440 Nm / 5600                  | 301 km/h         | 4,7 s                    |
| Carrera 4S Cabriolet  | 3800 cm³   | 294 kW (400 CV) / 7400          | 440 Nm / 5600                  | 296 km/h         | 4,7 s                    |
| 911 Turbo             | 3800 cm³   | 383 kW (520 CV) / 6500          | 710 Nm / 2100                  | 315 km/h         | 3,4 s                    |
| 911 Turbo Cabriolet   | 3800 cm³   | 383 kW (520 CV) / 6500          | 710 Nm / 2100                  | 315 km/h         | 3,5 s                    |
| 911 Turbo S           | 3800 cm³   | 412 kW (560 CV) / 6500          | 750 Nm / 2200                  | 318 km/h         | 3,1 s                    |
| 911 Turbo S Cabriolet | 3800 cm³   | 412 kW (560 CV) / 6500          | 750 Nm / 2200                  | 318 km/h         | 3,2 s                    |
| GT3                   | 3800 cm³   | 350 kW (475 CV) / 8250          | 440 Nm / 6250                  | 315 km/h         | 3,5 s                    |
| GT3 RS                | 3996 cm³   | 368 kW (500 CV) / 8250          | 460 Nm / 6250                  | 315 km/h         | 3,2 s                    |
| GT2 RS                | 3800 cm³   | 515 kW (700 CV) / 7000          | 750 Nm / 2500                  | 340 km/h         | 2,8 s                    |

## Restyling del 2015

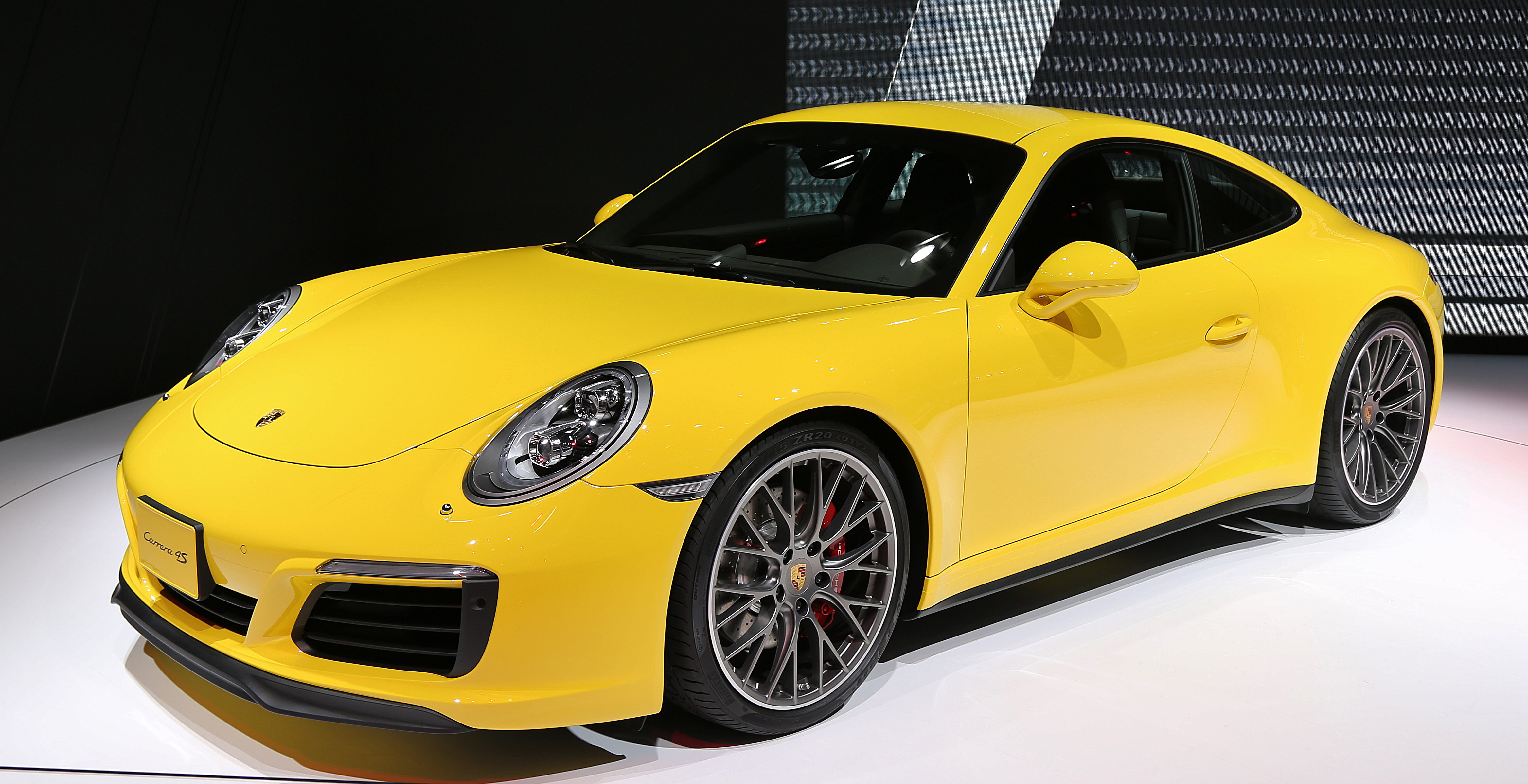
Porsche 991 restyling 2015

La 991 è stata rivista nel 2015, per essere poi commercializzata nel 2016. La Porsche 991 aggiornata (denominata internamente dalla Porsche col nome in codice 991.2) ha introdotto il nuovo design e una nuova gamma motori tutti nuovi e turbo.

### Motori

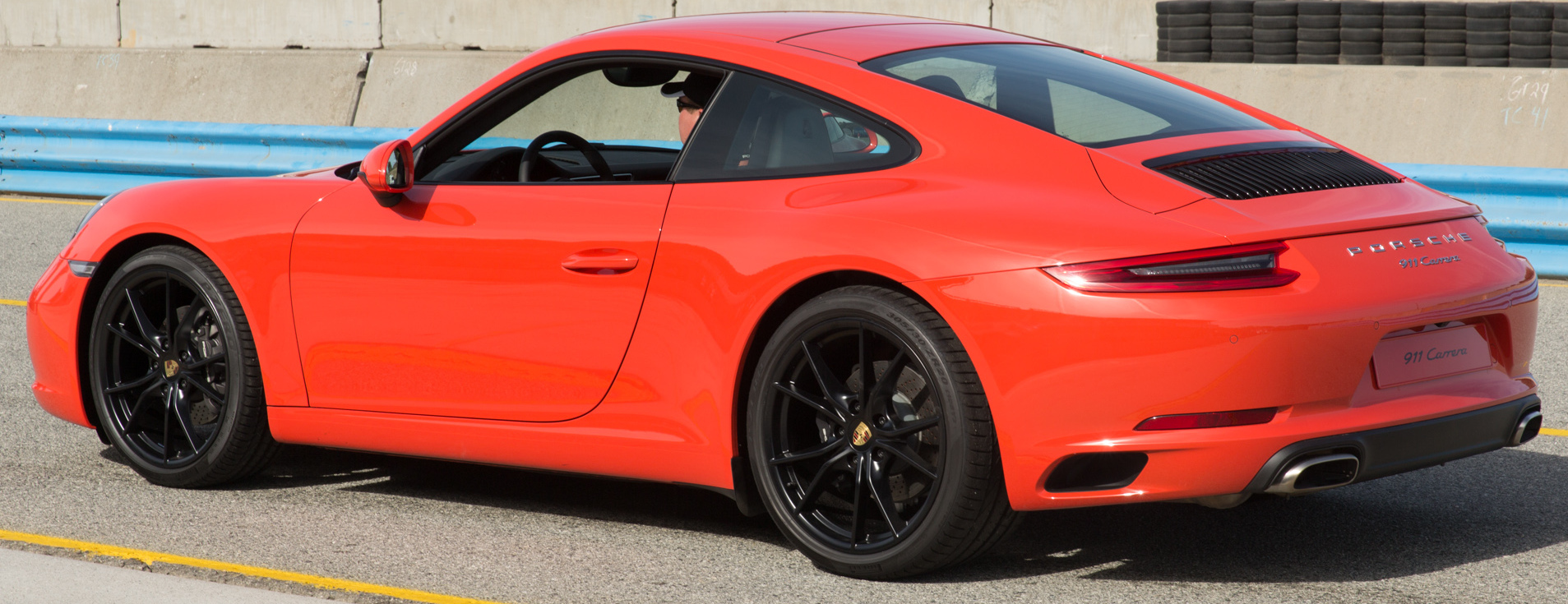
Vista posteriore

Il più piccolo è il nuovo 3.0 litri bi-turbo sei cilindri boxer. Questa unità equipaggia per la prima volta i modelli Carrera standard con un motore turbo, abbandonando quelli aspirati da 3.4 e 3.8 litri. La differenza di potenza tra Carrera (370 CV) e Carrera S (420 CV) è causata dalla diversa pressione di sovralimentazione del turbo di 0,9 bar per la Carrera e 1,1 bar per la Carrera S e per il compressore di dimensioni diverse: da 49 millimetri per la Carrera mentre da 51 millimetri per la Carrera S, mentre le turbine a gas di scarico sono di 45 millimetri per entrambe. Gli iniettori iniettano ora verticalmente dall'alto a una pressione di 250 bar nelle camere di combustione a più del doppio rispetto alla versione pre restyling. L'aggiornamento della Porsche 991 sono stati presentati in anteprima sul sito Porsche. Inizialmente i modelli disponibili includono la versione coupé e versioni cabriolet di Carrera e Carrera S, con Carrera 4, Carrera 4S, Targa 4 e Targa 4S.

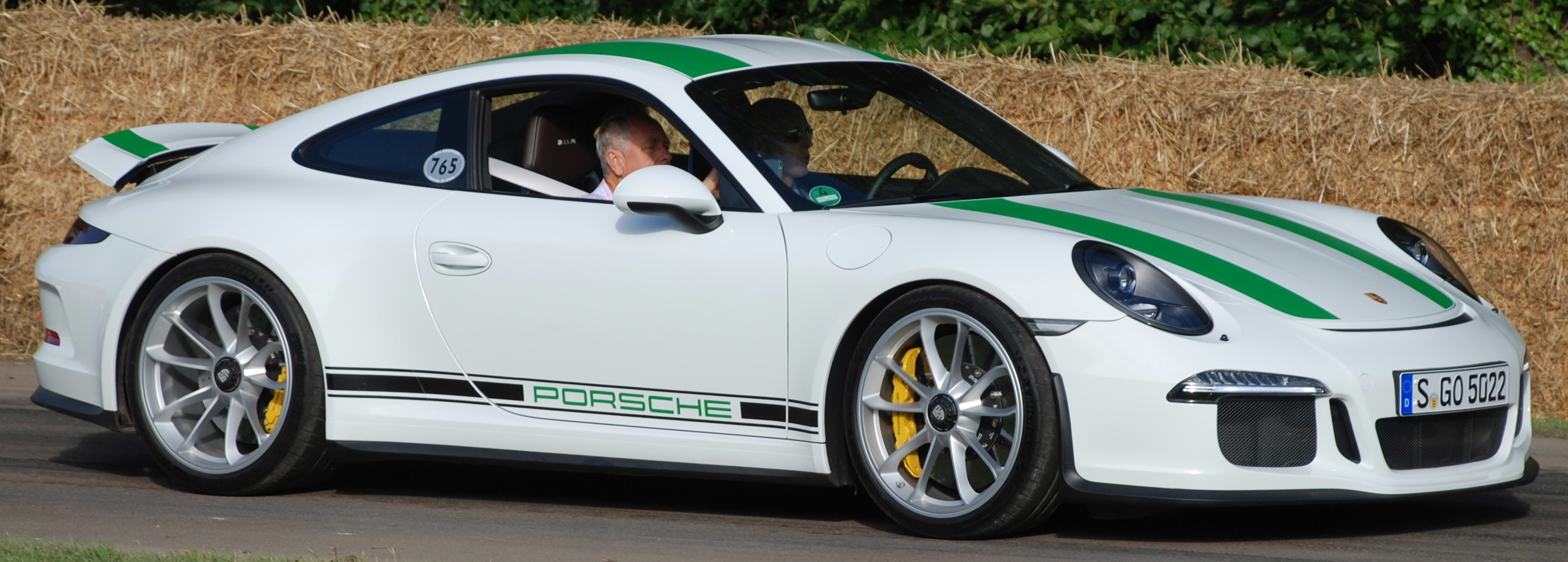
Porsche 911 R

### 991 R
Presentata al Salone di Ginevra il 1º marzo 2016, la 991 R riprende la base della GT3 RS, ma ne rimuove il rollbar, l'ala posteriore, e le appendici aerodinamiche consentendo un risparmio di peso di 50 kg. La 991 R ha solo un cambio manuale a 6 marce, e ha una velocità massima di 323 km/h, maggiore rispetto alla GT3 a causa di un coefficiente di resistenza aerodinamica inferiore grazie alla mancanza di appendici aerodinamiche come lo spoiler posteriore fisso. La produzione sarà limitata a 991 esemplari.

## Attività sportiva

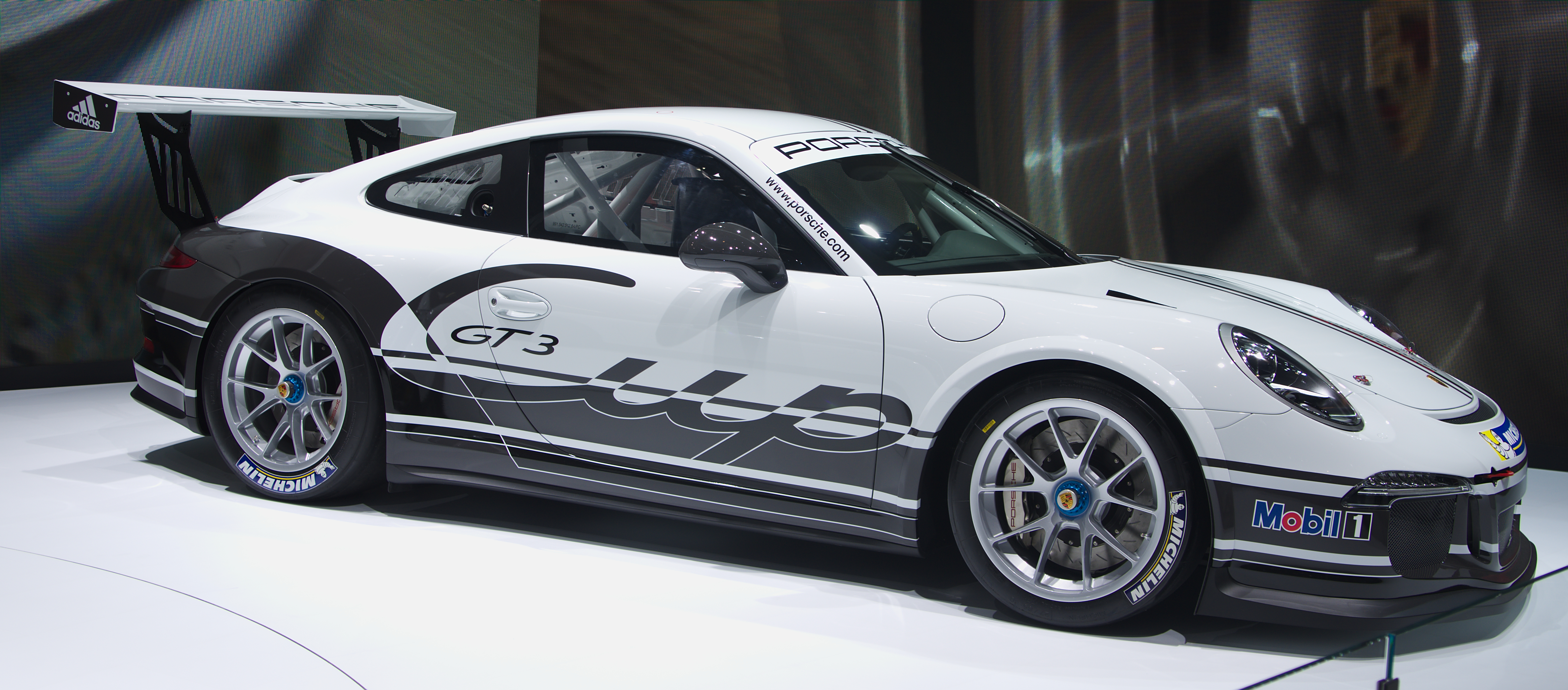
Porsche 991 GT3 Cup

Nel marzo 2013 la Porsche ha presentato una versione da competizione denominata 991 GT3 Cup, destinata a competere nel campionato monomarca International Porsche Supercup. La vettura è equipaggiata con un propulsore sei cilindri 3,8 litri di cilindrata da 460 CV di potenza massima. Esteticamente le prese d'aria anteriori sono state allargate per permettere un maggiore afflusso d'aria per il raffreddamento dei radiatori posti all'avantreno, mentre al posteriore è stato inserito un alettone per stabilizzare la vettura. L'abitacolo è stato dotato di sedili da corsa e di roll-bar necessari a superare l'omologazione FIA come vettura da competizione.

## Riconoscimenti
- Red Dot Award 2012[18]